# Stefan Heimlich

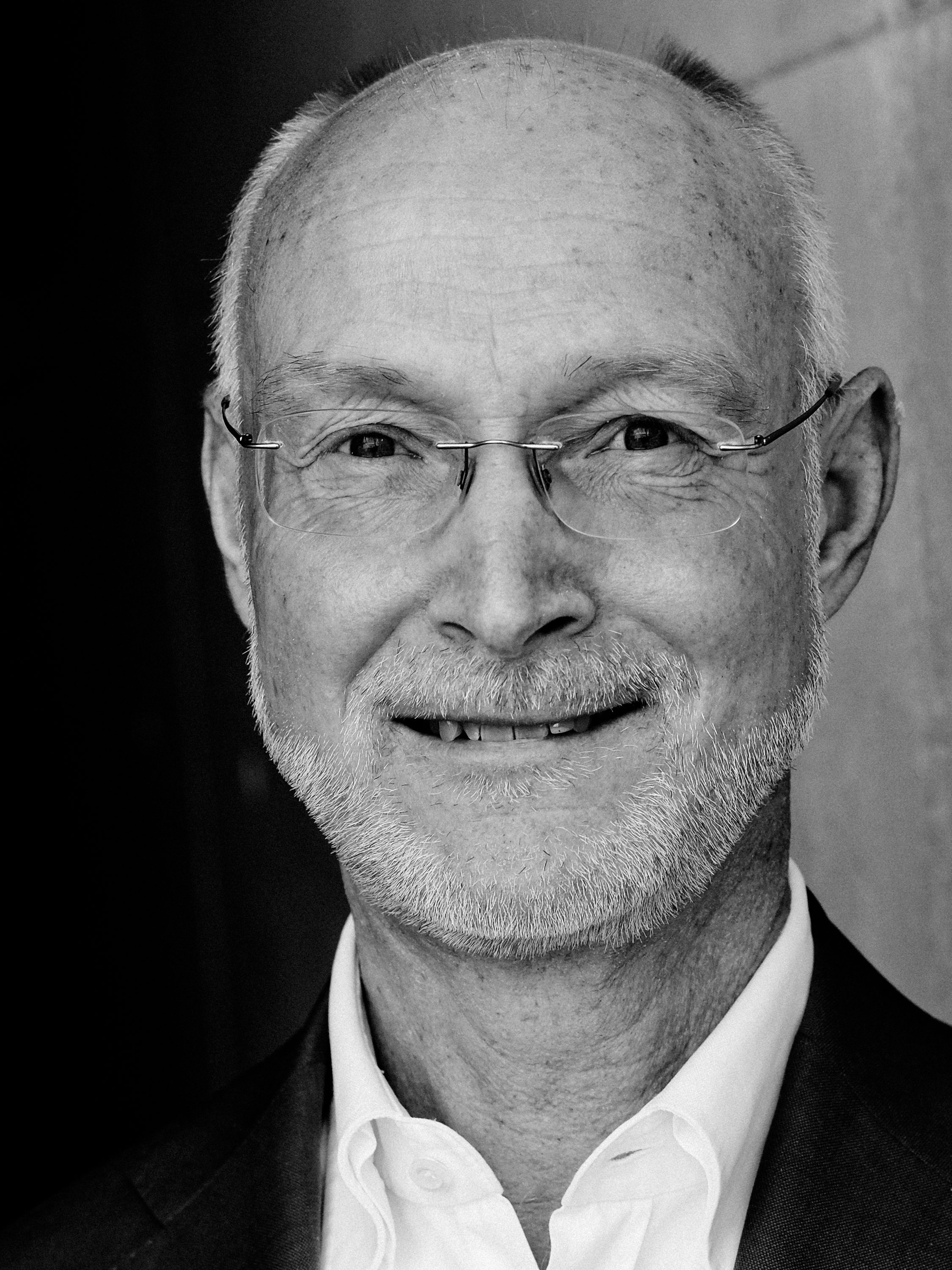
Stefan Heimlich (2023)

Stefan Heimlich (* 2. Februar 1965 in Kassel) ist Vorstandsmitglied des Managerkreises der Friedrich-Ebert-Stiftung und fungiert dort als Sprecher der Arbeitsgruppe Mobilität und Verkehr. Er war Gründungsmitglied und später Leiter der Delegation europäischer sektoraler sozialer Dialog ÖPNV.

## Leben

### Schule und Studium
Nach dem Abitur 1984 an der Herderschule Kassel studierte Stefan Heimlich in Göttingen an der Georg-August-Universität Sozial-, Wirtschafts- und Rechtswissenschaften und schloss das Studium 1990 als Diplom-Sozialwirt ab. Er war Stipendiat der Friedrich-Ebert-Stiftung. 2008 bis 2009 absolvierte er an der Universität Hamburg ein Aufbaustudium an der Fakultät Wirtschafts- und Sozialwissenschaften.

### Politisches Engagement
Während des Studiums war er in der Juso-Hochschulgruppe aktiv, Mitglied des Studentenparlamentes und wurde für eine Legislatur in den AStA als Kulturreferent und stellvertretender Vorsitzender gewählt. Zudem engagierte er sich im SPD-Ortsverein Göttingen und war Mitglied der hochschulpolitischen Kommission der SPD-Landtagsfraktion Niedersachsen unter Vorsitz von Rolf Wernstedt, MdL. Außerdem engagierte er sich im Juso-Unterbezirk und dem Bezirk Hannover sowie der bundesweiten Arbeitsgemeinschaft der Juso-Hochschulgruppen mit deren Bundesgeschäftsführer Martin Gorholt.

### Berufliche Stationen
Stefan Heimlich begann seine berufliche Laufbahn am 1. Januar 1991 als Gewerkschaftssekretär in der Kreisverwaltung Erfurt der Gewerkschaft Öffentliche Dienste, Transport und Verkehr (ÖTV), deren Mitglied er seit seiner Referententätigkeit im AStA war. Dort war er für den Bereich Transport und Verkehr zuständig. Mit Bildung des Landesbezirks Thüringen der ÖTV wechselte er im Sommer 1991 dorthin und leitete das Referat Transport und Verkehr. Er begleitete die Privatisierung der ehemaligen Kraftverkehrsbetriebe und die Kommunalisierung der Nahverkehrsbetriebe. Zudem war er Verhandlungsführer für die Tarifverträge mit den Arbeitgeberverbänden. So führte er vom 15. Februar bis 2. März 1995 den längsten Arbeitskampf im ÖPNV in der Geschichte der ÖTV.
1995 bis 1999 war er Mitglied des wissenschaftlichen Beirates des Fachbereichs Transport- und Verkehrswesen der FH Erfurt.
1999 wurde er vom Hauptvorstand der ÖTV zum Abteilungsgeschäftsführer Nahverkehr in die Hauptverwaltung nach Stuttgart berufen. Im selben Jahr erfolgte die Wahl zum alternierenden Vorsitzenden der BG Bahnen und die Berufung in den Beirat des Verbandes Deutscher Verkehrsunternehmen, dem er bis heute angehört.
Mit der Gründung der Gewerkschaft ver.di wechselte er 2001 nach Berlin und wurde vom neuen Bundesvorstand zum Bundesfachgruppenleiter Straßenpersonenverkehr und Schienenverkehr gewählt. In dieser Funktion koordinierte er Tarifverhandlungen im ÖPNV auf Bundesebene und setzte sich für gute Arbeitsbedingungen, insbesondere für das Fahrpersonal, ein. Zudem arbeitete er aktiv bei der Gestaltung des Ordnungsrahmens durch Stellungnahmen und Expertenanhörungen im Gesetzgebungsverfahren mit (heutige Verordnung (EG) Nr. 1370/2007). Darüber hinaus vertrat er ver.di in der Europäischen Transportarbeiter-Föderation und in der Internationalen Transportarbeiter Föderation.
2002 wurde er erstmals zum Vorsitzenden des europäischen Ausschusses für den öffentlichen Nahverkehr in der ETF gewählt. 2006 erfolgte die Wiederwahl. Er leitete die Delegation des europäischen sektoralen sozialen Dialogs des öffentlichen Nahverkehrs für die ETF.
2004 bis 2010 war er Mitglied der Fachgruppe Transport und Energie (FG TREN) des Europäischen Wirtschafts- und Sozialausschusses (WSA).
2005 bis 2014 war Heimlich zudem Referent zum europäischen Vergaberecht und der Marktordnung im ÖPNV der beka GmbH und ab 2006 bis 2014 zu Qualifikationsanforderungen und dem demographischen Wandel im ÖPNV der VDV-Akademie e.V.
2006 bis 2012 war er stellvertretender Aufsichtsratsvorsitzender der Veolia Verkehr Deutschland GmbH.
Von 2007 bis 2015 war Heimlich Mitglied des Aufsichtsrates der Kölner Verkehrs-Betriebe AG (KVB). In dieser Funktion begleitete er die Weiterentwicklung des kommunalen Verkehrsbetriebs und setzte sich für zusätzliche Mobilitätsangebote wie Fahrräder ein.
2010 wurde er zum Präsidenten des Ausschusses für den öffentlichen Verkehr in der ITF (Internationale Transportarbeiter-Föderation) gewählt. Als solcher vertrat er bis 2014 die Interessen der Beschäftigten auf internationaler Ebene und förderte den sozialen Dialog zwischen Gewerkschaften, Regierungen und Verbänden. So verhandelte er erfolgreich eine erste Vereinbarung zwischen UITP (Internationaler Verband für öffentliches Verkehrswesen) und ITF zu weltweiten Sozialbedingungen im ÖPNV.
Parallel dazu war er von 2010 bis 2014 Vorstandsmitglied bei der Verwaltungs-Berufsgenossenschaft (VBG). Dort war er maßgeblich an der gemeinsamen Entwicklung von Unfallverhütungsvorschriften beteiligt, um die Sicherheit am Arbeitsplatz zu gewährleisten und Arbeitsunfälle zu verhindern. Zuvor verhandelte er als Vorsitzender der BG Bahnen erfolgreich die Fusion mit der VBG im Jahr 2010.
2012 bis 2014 war er Mitglied des Aufsichtsrates der NETINERA Deutschland GmbH.
2014 bis 2025 war er Vorsitzender des ACE Auto Club Europa e.V. Dort startete er die Weiterentwicklung des ACE vom reinen Autoclub zu Europas Mobilitätsbegleiter mit Unfall-  und Pannenhilfe für Radfahrende und der staatlichen Anerkennung des ACE als Verbraucherschutzorganisation. Er setzte sich konsequent für eine verkehrsmittelübergreifende nachhaltige Verkehrspolitik ein. Zudem vertrat er den Verein nach außen und arbeitet in Gremien weiterer Verbände wie dem Deutschen Verkehrssicherheitsrat (DVR) mit.
Seit Juli 2022 ist er außerdem Vorstandsmitglied des Managerkreises der Friedrich-Ebert-Stiftung (FES) und fungiert dort als Sprecher der Arbeitsgruppe Mobilität und Verkehr.

## Publikationen
Zwischen 1999 und 2014 veröffentlichte er zahlreiche Aufsätze und Publikationen zu Fragen des nationalen und europäischen Ordnungsrahmens für den ÖPNV sowie zu spezifischen Mitbestimmungs-, arbeits- und sozialrechtlichen Themen.

### Bücher
- Fahrpersonalrecht: Personenbeförderung auf Straße und Schiene, Bund-Verlag, 3. Auflage, 28. September 2010, ISBN 978-3-7663-6027-4.
- Menschen ohne Arbeit – Arbeit ohne Menschen AStA Uni Göttingen sowie Arbeit und Leben Göttingen, ISBN 3-923147-21-X.

### Reihe Praxisleitfaden
Die Reihe Praxisleitfaden wurde von Heimlich 1999 begründet und soll den Betriebs-/Personalräten praktische Hilfestellung zu ausgewählten Themen geben, die insbesondere durch die Veränderungen der Branche auf dem Weg zu einem Wettbewerbsmarkt auftreten.
- Praxisleitfaden zur beteiligungsorientierten und sozialverträglichen Pausengestaltung Stuttgart 1999
- Praxisleitfaden zur Arbeitnehmerüberlassung durch Personalvorhaltegesellschaften im ÖPNV Verlag ver.di GmbH, Berlin 2000, ISBN 3-932349-05-9
- Praxisleitfaden zum Nahverkehrsplan, Berlin 2000
- Praxisleitfaden zur Fremdvergabe von Fahrleistungen Berlin 2001
- Praxisleitfaden zur Einführung von Zielvereinbarungen im ÖPNV Berlin 2002
- Praxisleitfaden zur Einführung von Gruppenarbeit in ÖPNV-Unternehmen Berlin 2003
- Praxisleitfaden zum Arbeitszeitrecht im Nahverkehr. Berlin 2004–2006, insgesamt drei Auflagen
- Praxisleitfaden zu Toiletten im Fahrdienst – Praxisprobleme und Lösungen. Berlin 2005
- Praxisleitfaden zum Betriebsübergang, Berlin 2006
- Praxisleitfaden „Ich will meine Ruhe(zeit) haben“ Berlin 2006
- Praxisleitfaden zu Transaktionskosten Berlin 2007
- Praxisleitfaden zur Direktvergabe an Verkehrsunternehmen Berlin 2007

### Sonstiges
- Vergabe von gemeinwirtschaftlichen Verkehrsleistungen gemäß § 13a PBefG Herausgeber: Deutscher Städtetag, Deutscher Landkreistag, Deutscher Städte- und Gemeindebund, Deutscher Industrie- und Handelstag, Gewerkschaft ÖTV, Bundesverband Deutscher Omnibusunternehmer, Verband Deutscher Verkehrsunternehmen, Köln 2000.
- Wo steht der Nahverkehr 2009? Autoren: Stefan Heimlich, Oliver Mietzsch, Zeitschrift: DER NAHVERKEHR, Heft 09/2007.
- Fahrpersonalrecht – Personenbeförderung auf Straße und Schiene – Basiskommentar Autoren: Stefan Heimlich, Ingo Hamm, Peter Grun, Patrick Fütterer, Bund-Verlag 2008, ISBN 978-3-7663-3782-5.
- Vorfahrt für die Güter!: Wirtschaftsverkehr in urbanen Räumen neu denken Autoren: Stefan Heimlich, Jürgen Niemann. Bonn 2024, Friedrich-Ebert-Stiftung e.V., ISBN 978-3-98628-513-5[5]
- Digitalisierung im Verkehrssektor Autoren: Marius Haardt, Stefan Heimlich, Ralf Resch. Bonn 2024, Friedrich-Ebert-Stiftung e.V., ISBN 978-3-98628-646-0[6]

## Ehrungen und Auszeichnungen
Auf dem ITF-Kongress 2014 in Sofia (Bulgarien) wurde er mit der höchsten Auszeichnung, dem „Golden Badge“, für seine Verdienste um den sozialen Dialog und Arbeitnehmerrechte geehrt.

## Privates
Heimlich ist verheiratet, hat einen Sohn und lebt in Stuttgart. Auch in seiner Freizeit widmet sich Stefan Heimlich dem Thema Mobilität und hat ein besonderes Interesse an Reisen, Sprachen und fremden Kulturen. Seine große Leidenschaft ist der afrikanische Kontinent. Seine Reisen haben ihn von der Sahara bis zum Kap der Guten Hoffnung geführt und ihn zu einem Kenner des Kontinents gemacht.
Stefan Heimlich ist Mitglied der SPD (Sozialdemokratische Partei Deutschlands), ver.di (Vereinte Dienstleistungsgewerkschaft) und der AWO (Arbeiterwohlfahrt).
Stefan Heimlichs Onkel, Gunder Heimlich, war Vorsitzender der Landesarbeitsgemeinschaft AWO NRW und ein bekannter deutscher Sozialdemokrat. Für sein jahrzehntelanges Engagement wurde er 2013 mit dem Bundesverdienstkreuz 1. Klasse ausgezeichnet.